# Saint-Hippolyte-le-Graveyron
Saint-Hippolyte-le-Graveyron este o comună în departamentul Vaucluse din sud-estul Franței. În 2009 avea o populație de 167 de locuitori.

## Evoluția populației
| An        | 1975 | 1982 | 1990 | 1999 | 2006 | 2009 |
| --------- | ---- | ---- | ---- | ---- | ---- | ---- |
| Populație | 96   | 119  | 169  | 179  | 165  | 167  |